# Schefflera peruviana
Schefflera peruviana är en araliaväxtart som beskrevs av Erik Asplund. Schefflera peruviana ingår i släktet Schefflera och familjen araliaväxter.
Artens utbredningsområde är Peru. Inga underarter finns listade.